# Maramureș (regio)
Maramureș (Hongaars: Máramaros, Oekraïens: Мармарощина, Marmaroščyna, Latijn: Marmatia) is een regio in het noordwesten van Roemenië.
Het bestaat uit de districten Satu Mare en Maramureș en de twee grootste steden zijn, Baia Mare en Satu Mare.
In het jaar 2001, had Maramureș ongeveer 825.000 inwoners en een bevolkingsdichtheid van 77 inw per km². Minderheden in Maramureș zijn de Hongaren, Oekraïners en Roma. Bijzonder in deze regio zijn de Houten kerken van Maramureș die opgenomen zijn op de Werelderfgoedlijst.

## Geschiedenis
Het gebied was Máramaros een comitaat van het Koninklijk Hongarije in Oostenrijk-Hongarije. In 1920 werd het door de Fransen bij Roemenië gevoegd.

## Geografie
De regio heeft een oppervlakte van 10.722 km².

## Toeristische attracties
- De stad Baia Mare
- Houten kerken
- Platteland en de bergen (Natuurpark Munții Maramureșului)